# Frederick A. Thomson
Frederick A. Thompson (7 de agosto de 1869 – 23 de enero de 1925) fue un director, actor y guionista cinematográfico canadiense, activo en la época del cine mudo.

## Biografía
Nacido en Montreal, Quebec, se mudó a los Estados Unidos, donde emprendió la carrera cinematográfica trabajando como director para Vitagraph. Su primer trabajo fue el rodaje en 1910 de The Fruits of Vengeance, un film con guion de Marguerite Bertsch. En los siguientes años ambos trabajaron en colaboración, siempre para Vitagraph.
A lo largo de su carrera, Thompson dirigió 83 películas. También trabajó ocasionalmente como actor y como guionista.
Frederick A. Thomson falleció en 1925, a los 55 años de edad, en Hollywood, California, por problemas cardiacos.

## Filmografía completa

### Director
- The Fruits of Vengeance (1910)
- Kitty and the Cowboys (1911)
- The Gossip (1911)
- Their Charming Mama (1911)
- The Ventriloquist's Trunk
- A Millionaire for a Day
- A Piece of Ambergris
- The Staff of Age
- The Maid's Stratagem
- Who's to Win?
- The Cross Roads (1912)
- The Indian Mutiny
- An Elephant on Their Hands
- In the Furnace Fire
- In the Garden Fair
- The Absent-Minded Valet
- Doctor Bridget
- All for a Girl (1912)
- Who Stole Bunny's Umbrella?
- Freckles (1912)
- Mr. Bolter's Niece
- Three Black Bags
- Ma's Apron Strings
- The Volunteer Strike Breakers
- The Elephant's Toilet
- Stenographer Troubles
- Buttercups (1913)
- The Man Higher Up (1913)
- Mr. Ford's Temper
- The Locket; or, When She Was Twenty
- Suspicious Henry
- Hubby Buys a Baby
- He Waited
- His Honor, the Mayor
- The Wonderful Statue
- Bingles Mends the Clock
- The Amateur Lion Tamer
- Tricks of the Trade (1913)
- Wild Beasts at Large
- The Drop of Blood
- The Lion's Bride (1913)
- Bingles and the Cabaret
- An Error in Kidnapping
- The Troublesome Daughters
- Father and Son: or, The Curse of the Golden Land
- The Lady and the Glove
- The Tiger (1913)
- Their Mutual Friend (1913)
- Daniel (1913)
- The Right Man (1913)
- The Whimsical Threads of Destiny
- Betty in the Lions' Den
- Love's Sunset
- In the Old Attic
- The Hero (1914)
- The Mischief Maker (1914)
- The Christian (1914)
- The Redemption of David Corson (1914)
- The Spitfire, codirigida con Edwin S. Porter (1914)
- Warfare in the Skies
- The Spirit of the Poppy
- The Sign of the Cross (1914)
- The Goose Girl (1915)
- The Country Boy
- The Model
- After Dark (1915)
- The Wonderful Adventure
- Her Mother's Secret (1915)
- A Parisian Romance
- Nearly a King (1916)
- The Saleslady (1916)
- The Feud Girl (1916)
- The Chattel
- An Enemy to the King
- The Man of Mystery
- Danger Trail (1917)
- How Could You, Caroline?
- Wild Primrose
- A Nymph of the Foothills
- The Mating (1918)
- The Key to Power
- The Sport of Kings
- The Marriage Pit
- Heidi
- Neighbor Nelly
- The Heart Line

### Guionista
- A Millionaire for a Day
- The Redemption of David Corson, deFrederick A. Thomson  (1916)
- Warfare in the Skies

### Actor
- The Three Brothers (1911)
- The Hero, de Frederick A. Thomson (1914)
- The Eye of Envy, de Harrish Ingraham (1917)
- A Tailor-Made Man